# Alejandro Falla
Alejandro Falla (Cali, 14 november 1983) is een Colombiaans tennisser. De linkshandige speler begon zijn professionele carrière als tennisser in 2000, en in de zomer van 2018 is hij gestopt. 
Falla heeft in zijn carrière nooit een ATP-toernooi gewonnen.  Hij heeft echter wel vijf challengers en drie futurestoernooien op zijn naam staan. Zijn beste resultaat in het enkelspel op een grandslamtoernooi is de vierde ronde op Roland Garros in 2011.

## Prestatietabel
| Legenda | Legenda                          |
| ------- | -------------------------------- |
| g.t.    | geen toernooi gehouden           |
| l.c.    | lagere categorie                 |
| –       | niet deelgenomen                 |
| G       | uitgeschakeld in de groepsfase   |
| 1R      | uitgeschakeld in de eerste ronde |
| 2R      | uitgeschakeld in de tweede ronde |
| 3R      | uitgeschakeld in de derde ronde  |
| 4R      | uitgeschakeld in de vierde ronde |
| KF      | uitgeschakeld in de kwartfinale  |
| HF      | uitgeschakeld in de halve finale |
| F       | de finale verloren               |
| W       | het toernooi gewonnen            |
| w-v     | winst/verlies-balans             |

### Prestatietabel grand slam, enkelspel
| Toernooi        | 2004 | 2005 | 2006 | 2007 | 2008 | 2009 | 2010 | 2011 | 2012 | 2013 |
| --------------- | ---- | ---- | ---- | ---- | ---- | ---- | ---- | ---- | ---- | ---- |
| Australian Open | –    | –    | –    | –    | 2R   | –    | 3R   | 1R   | 3R   | 2R   |
| Roland Garros   | 2R   | –    | 2R   | 1R   | 2R   | –    | 2R   | 4R   | 1R   | 1R   |
| Wimbledon       | 2R   | –    | 2R   | 2R   | 1R   | 1R   | 1R   | 1R   | 3R   | 1R   |
| US Open         | –    | –    | 2R   | –    | –    | 1R   | 1R   | 2R   | 1R   |      |

### Prestatietabel grand slam, dubbelspel
| Toernooi        | 2010 | 2011 | 2012 | 2013 |
| --------------- | ---- | ---- | ---- | ---- |
| Australian Open | 1R   | –    | 1R   | 1R   |
| Roland Garros   | 1R   | –    | 1R   |      |
| Wimbledon       | 1R   | –    | –    |      |
| US Open         | 1R   | –    | –    |      |